# Wojskowe Służby Informacyjne

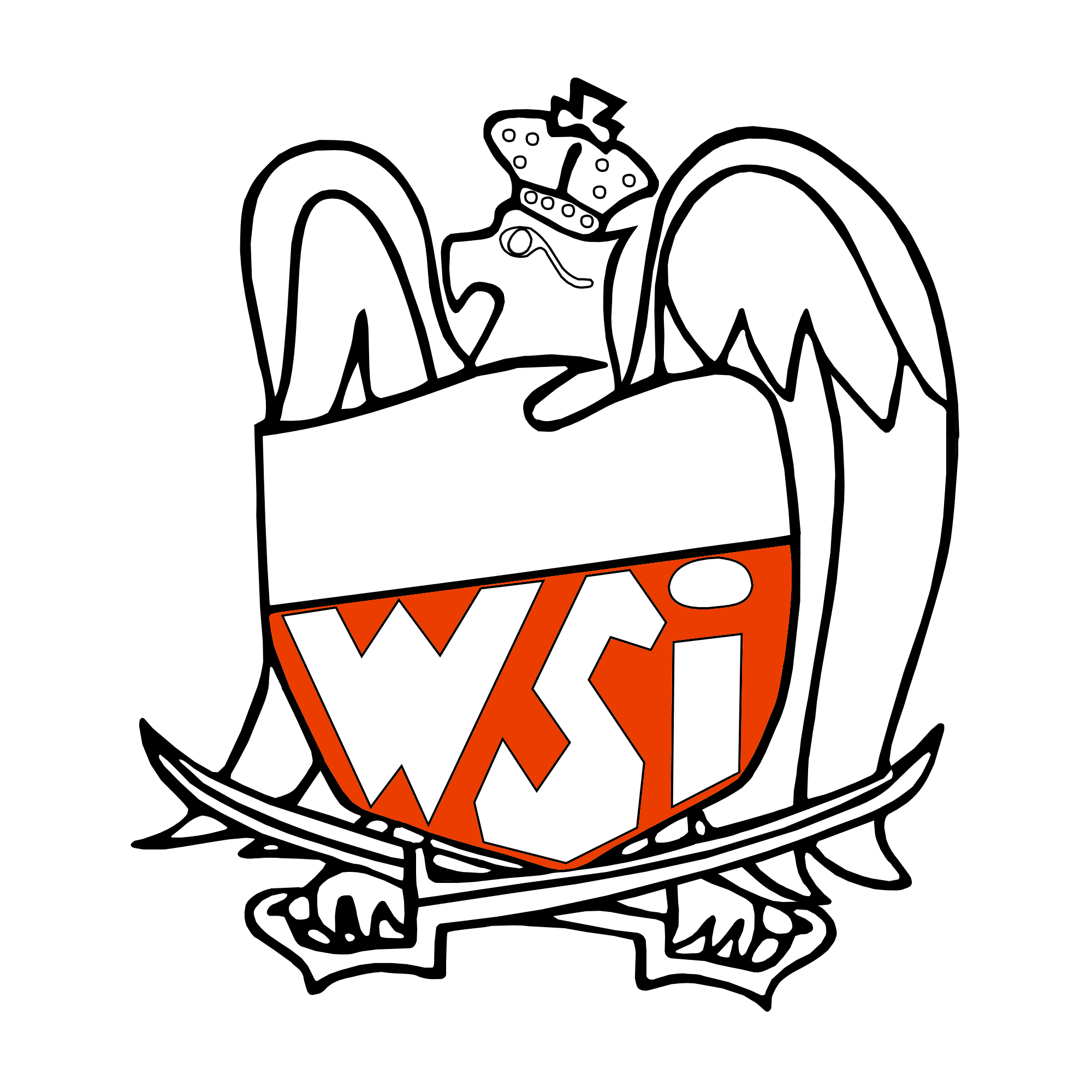
Logo des WSI

Wojskowe Służby Informacyjne (WSI; deutsch Militärische Informationsdienste) hieß der zwischen 1991 und 2006 bestehende polnische Militärgeheimdienst, der als Spionageabwehr der polnischen Armee dem Verteidigungsministerium unterstellt war und kraft Sejmentscheidung aufgelöst wurde (Stimmverhältnis: dafür 375, dagegen 48). Mit der Auflösung wurde Antoni Macierewicz beauftragt, dem eine 24 Personen zählende Kommission unterstellt wurde, wobei je 12 Personen vom Staats- und vom Ministerpräsidenten ernannt wurden. Die Auflösung wurde am 30. September 2006 abgeschlossen.

## Beschreibung
Am 16. Februar 2007 veröffentlichte Polens Staatspräsident Lech Kaczyński den 374-seitigen Bericht über die Auflösung des WSI, dessen Mitarbeiter versucht haben, Politik, Wirtschaft und Medien zu beeinflussen. Der Bericht nennt 64 Namen von WSI-Offizieren und -Mitarbeitern, die rechtswidrig gehandelt haben sollen. 75 % der höheren WSI-Leitungskader aus der Zeit von 1991 bis 2006 waren in der UdSSR ausgebildet worden. Anfang der 1990er Jahre hatte der WSI 2.450 geheime Mitarbeiter in der Staatsverwaltung, in Banken und Außenhandelsunternehmen. Die meisten inoffiziellen Mitarbeiter gab es bei der Fluglinie LOT (141) und beim Außenministerium (108 IM). WSI-Mitarbeiter handelten mit Waffen und gründeten dafür illegale Gesellschaften. 1991 brachte der WSI 1,5 Mio. Dollar, die noch aus Zeiten der Volksrepublik Polen stammten, auf Schweizer Konten. Damit sollte der Geheimdienst finanziert werden. Das Geld wurde nie ordentlich abgerechnet. Der Bericht wurde von geheimdienstlichen Laien geschrieben und liefert ausländischen Geheimdiensten wichtige Namen und Informationen. Die Auflösung des WSI war eines der Hauptziele der PiS-Regierung. “Schon deshalb hat es sich gelohnt, die Koalition mit der Samoobrona zu bilden”, hatte Premier Jarosław Kaczyński gesagt. Bis 2001 hatte der WSI sich mit „rechten“ Politikern wie den Kaczyński-Brüdern befasst. Auch gegen Ex-Staatspräsident Aleksander Kwaśniewski vom Bund der demokratischen Linken (SLD) wurde ermittelt.

## Aufgaben
Der WSI sollte der Regierung Militärinformationen liefern und die Polnische Armee (Wojsko Polskie) vor ausländischen Geheimdiensten schützen. Außerdem war er für den Schutz von militärischen Geheimnissen sowie von polnischen Soldaten bei Auslandseinsätzen zuständig. Dabei kooperierte er mit Sicherheitsdiensten anderer NATO-Länder.

## Chefs der WSI
- 30. September 1991–Februar 1992: Czesław Wawrzyniak
- 2. April 1992–1. Juli 1992: gen. bryg. Marian Sobolewski
- 1. Juli 1992–23. Februar 1994: Bolesław Izydorczyk
- 23. Februar 1994–26. März 1996: Konstanty Malejczyk
- 26. März 1996–21. Dezember 1997: Kazimierz Głowacki
- 21. Dezember 1997–25. Oktober 2001: Tadeusz Rusak
- 6. November 2001–4. November 2004: Marek Dukaczewski
- 5. November 2004–6. Dezember 2004: Janusz Bojarski
- 6. November 2004–14. Dezember 2005: Marek Dukaczewski
- 14. Dezember 2005–1. Januar 2006: Janusz Bojarski
- 1. Januar 2006–30. September 2006: Jan Żukowski

## Nachfolgerdienste
Die ab 2006 neugegründeten Nachrichtendienste sind: Służba Wywiadu Wojskowego (Militärischer Nachrichtendienst) und Służba Kontrwywiadu Wojskowego (Militärischer Abschirmdienst).